# Campeonato Panamericano de Balonmano Femenino de 2017

El XIV Campeonato Panamericano de Balonmano Femenino se celebró en la ciudad de Villa Ballester, provincia de Buenos Aires Argentina entre el 18 de junio y el 25 de junio de 2017 bajo la organización de la Federación Panamericana de Handball. El evento fue fijado originalmente para ser celebrado en Toronto, Canadá, pero la federación canadiense de balonmano se retiró por la carencia de fondos.
El torneo puso 3 plazas en juego para el Campeonato Mundial de Balonmano Femenino de 2017.

## Equipos participantes
| Competición                                              | Fecha                            | Plazas | Clasificados                                    |
| -------------------------------------------------------- | -------------------------------- | ------ | ----------------------------------------------- |
| País organizador                                         |                                  | 1      | Argentina                                       |
| Plazas aseguradas                                        |                                  | 5      | Brasil Chile Colombia Paraguay Uruguay          |
| Campeonato Centroamericano de Balonmano Femenino de 2016 | 22–26 de noviembre de 2016       | 1      | Guatemala                                       |
| Campeonato Nor.Ca. de Balonmano Femenino de 2017         | 30 de marzo – 3 de abril de 2017 | 3      | República Dominicana Puerto Rico Estados Unidos |

## Primera fase

### Grupo A
| Equipo         | J | G | E | P | GF  | GC  | DG   | PTS |
| -------------- | - | - | - | - | --- | --- | ---- | --- |
| Brasil         | 4 | 4 | 0 | 0 | 157 | 52  | +105 | 8   |
| Paraguay       | 4 | 3 | 0 | 1 | 107 | 95  | +12  | 6   |
| Puerto Rico    | 4 | 2 | 0 | 2 | 98  | 114 | -16  | 4   |
| Estados Unidos | 4 | 1 | 0 | 3 | 91  | 117 | -26  | 2   |
| Colombia       | 4 | 0 | 0 | 4 | 67  | 142 | -75  | 0   |

Resultados
| Fecha      | Hora  | Partido        | Partido | Partido        | Resultado |
| ---------- | ----- | -------------- | ------- | -------------- | --------- |
| 18.06.2017 | 12:00 | Paraguay       | -       | Colombia       | 35 - 17   |
| 18.06.2017 | 19:15 | Brasil         | -       | Estados Unidos | 42 - 10   |
| 19.06.2017 | 13:30 | Estados Unidos | -       | Puerto Rico    | 25 - 29   |
| 19.06.2017 | 20:00 | Colombia       | -       | Brasil         | 12 - 46   |
| 20.06.2017 | 15:30 | Colombia       | -       | Puerto Rico    | 21 - 30   |
| 20.06.2017 | 20:00 | Paraguay       | -       | Brasil         | 15 - 29   |
| 21.06.2017 | 15:00 | Estados Unidos | -       | Colombia       | 31 - 17   |
| 21.06.2017 | 17:00 | Paraguay       | -       | Puerto Rico    | 28 - 24   |
| 22.06.2017 | 14:30 | Paraguay       | -       | Estados Unidos | 29 - 25   |
| 22.06.2017 | 19:00 | Brasil         | -       | Puerto Rico    | 40 - 15   |

### Grupo B
| Equipo               | J | G | E | P | GF  | GC  | DG  | PTS |
| -------------------- | - | - | - | - | --- | --- | --- | --- |
| Argentina            | 4 | 4 | 0 | 0 | 141 | 59  | +82 | 8   |
| Uruguay              | 4 | 3 | 0 | 1 | 113 | 82  | +31 | 6   |
| Chile                | 4 | 2 | 0 | 2 | 100 | 88  | +12 | 4   |
| República Dominicana | 4 | 1 | 0 | 3 | 74  | 124 | -50 | 2   |
| Guatemala            | 4 | 0 | 0 | 4 | 69  | 144 | -75 | 0   |

Resultados
| Fecha      | Hora  | Partido              | Partido | Partido              | Resultado |
| ---------- | ----- | -------------------- | ------- | -------------------- | --------- |
| 18.06.2017 | 14:00 | Chile                | -       | República Dominicana | 33 - 11   |
| 18.06.2017 | 17:15 | Argentina            | -       | Guatemala            | 43 - 14   |
| 19.06.2017 | 15:30 | Guatemala            | -       | Uruguay              | 13 - 39   |
| 19.06.2017 | 18:00 | República Dominicana | -       | Argentina            | 9 - 43    |
| 20.06.2017 | 13:30 | Uruguay              | -       | República Dominicana | 31 - 23   |
| 20.06.2017 | 18:00 | Chile                | -       | Argentina            | 19 - 26   |
| 21.06.2017 | 13:00 | República Dominicana | -       | Guatemala            | 31 - 17   |
| 21.06.2017 | 19:00 | Uruguay              | -       | Chile                | 26 - 17   |
| 22.06.2017 | 16:30 | Chile                | -       | Guatemala            | 31 - 25   |
| 22.06.2017 | 21:00 | Argentina            | -       | Uruguay              | 29 - 17   |

## Segunda fase

### Clasificación 5º al 10º puesto
|  | 5º al 8º puesto | 5º al 8º puesto      | 5º al 8º puesto |                |    | 5º puesto   | 5º puesto            | 5º puesto |  |
|  |                 |                      |                 |                |    |             |                      |           |  |
|  |                 |                      |                 |                |    |             |                      |           |  |
|  | 3A              | Puerto Rico          | 34              |                |    |             |                      |           |  |
|  | 3A              | Puerto Rico          | 34              |                |    |             |                      |           |  |
|  | 4B              | República Dominicana | 23              |                |    |             |                      |           |  |
|  | 4B              | República Dominicana | 23              |                | 3A | Puerto Rico | 26                   |           |  |
|  |                 |                      |                 |                | 3A | Puerto Rico | 26                   |           |  |
|  |                 |                      | 4A              | Estados Unidos | 27 |             |                      |           |  |
|  | 3B              | Chile                | 4A              | Estados Unidos | 27 | 20          |                      |           |  |
|  | 3B              | Chile                |                 |                |    | 20          |                      |           |  |
|  | 4A              | Estados Unidos       | 27              |                |    | 7º puesto   | 7º puesto            | 7º puesto |  |
|  | 4A              | Estados Unidos       | 27              |                |    | 7º puesto   | 7º puesto            | 7º puesto |  |
|  |                 |                      |                 |                |    |             |                      |           |  |
|  |                 |                      |                 |                |    | 4B          | República Dominicana | 20        |  |
|  |                 |                      |                 |                |    | 4B          | República Dominicana | 20        |  |
|  |                 |                      |                 |                |    | 3B          | Chile                | 26        |  |
|  |                 |                      |                 |                |    | 3B          | Chile                | 26        |  |
|  |                 |                      |                 |                |    |             |                      |           |  |

#### Cruces 5º al 8º puesto
| Fecha      | Hora  | Partido     | Partido | Partido              | Resultado |
| ---------- | ----- | ----------- | ------- | -------------------- | --------- |
| 24.06.2017 | 12:00 | Chile       | -       | Estados Unidos       | 20 - 27   |
| 24.06.2017 | 14:00 | Puerto Rico | -       | República Dominicana | 34 - 23   |

#### 9º puesto
| Fecha      | Hora  | Partido  | Partido | Partido   | Resultado |
| ---------- | ----- | -------- | ------- | --------- | --------- |
| 24.06.2017 | 10:00 | Colombia | -       | Guatemala | 28 - 23   |

#### 7º puesto
| Fecha      | Hora | Partido | Partido | Partido              | Resultado |
| ---------- | ---- | ------- | ------- | -------------------- | --------- |
| 25.06.2017 | 9:30 | Chile   | -       | República Dominicana | 26 - 20   |

#### 5º puesto
| Fecha      | Hora  | Partido        | Partido | Partido     | Resultado |
| ---------- | ----- | -------------- | ------- | ----------- | --------- |
| 25.06.2017 | 11:30 | Estados Unidos | -       | Puerto Rico | 27 - 26   |

### Clasificación 1º al 4º puesto
|  | Semifinales | Semifinales | Semifinales |           |    | Final        | Final        | Final        |  |
|  |             |             |             |           |    |              |              |              |  |
|  |             |             |             |           |    |              |              |              |  |
|  | 1A          | Brasil      | 42          |           |    |              |              |              |  |
|  | 1A          | Brasil      | 42          |           |    |              |              |              |  |
|  | 2B          | Uruguay     | 23          |           |    |              |              |              |  |
|  | 2B          | Uruguay     | 23          |           | 1A | Brasil       | 38           |              |  |
|  |             |             |             |           | 1A | Brasil       | 38           |              |  |
|  |             |             | 1B          | Argentina | 20 |              |              |              |  |
|  | 1B          | Argentina   | 1B          | Argentina | 20 | 29           |              |              |  |
|  | 1B          | Argentina   |             |           |    | 29           |              |              |  |
|  | 2A          | Paraguay    | 19          |           |    | Tercer lugar | Tercer lugar | Tercer lugar |  |
|  | 2A          | Paraguay    | 19          |           |    | Tercer lugar | Tercer lugar | Tercer lugar |  |
|  |             |             |             |           |    |              |              |              |  |
|  |             |             |             |           |    | 2B           | Uruguay      | 22           |  |
|  |             |             |             |           |    | 2B           | Uruguay      | 22           |  |
|  |             |             |             |           |    | 2A           | Paraguay     | 24           |  |
|  |             |             |             |           |    | 2A           | Paraguay     | 24           |  |
|  |             |             |             |           |    |              |              |              |  |

#### Semifinales
| Fecha      | Hora  | Partido   | Partido | Partido  | Resultado |
| ---------- | ----- | --------- | ------- | -------- | --------- |
| 24.06.2017 | 16:00 | Brasil    | -       | Uruguay  | 42 - 23   |
| 24.06.2017 | 18:00 | Argentina | -       | Paraguay | 29 - 19   |

#### 3º puesto
| Fecha      | Hora  | Partido | Partido | Partido  | Resultado |
| ---------- | ----- | ------- | ------- | -------- | --------- |
| 25.06.2017 | 14:00 | Uruguay | -       | Paraguay | 22 - 24   |

#### Final
| Fecha      | Hora  | Partido | Partido | Partido   | Resultado |
| ---------- | ----- | ------- | ------- | --------- | --------- |
| 25.06.2017 | 16:15 | Brasil  | -       | Argentina | 38 - 20   |

| Bandera de Brasil |
| Campeón           |
| Brasil 10° título |

## Clasificación general
| 1. Brasil               |
| 2. Argentina            |
| 3. Paraguay             |
| 4. Uruguay              |
| 5. Estados Unidos       |
| 6. Puerto Rico          |
| 7. Chile                |
| 8. República Dominicana |
| 9. Colombia             |
| 10. Guatemala           |

## Clasificados al Mundial 2017
| Bandera de Brasil | Bandera de Argentina | Bandera de Paraguay |
| Brasil            | Argentina            | Paraguay            |
| ----------------- | -------------------- | ------------------- |